# ثرثارة شائعة
ثرثارة شائعة (الاسم العلمي: Argya caudata)، نوع من الطيور المنتمية إلى فصيلة البهدليات. توجد في البلدان الجافة المفتوحة وبشكل رئيسي في الهند.